# Sympherta foveolator
Sympherta foveolator är en stekelart som först beskrevs av Holmgren 1856.  Sympherta foveolator ingår i släktet Sympherta och familjen brokparasitsteklar. Arten är reproducerande i Sverige. Inga underarter finns listade i Catalogue of Life.